# Xúp cà chua

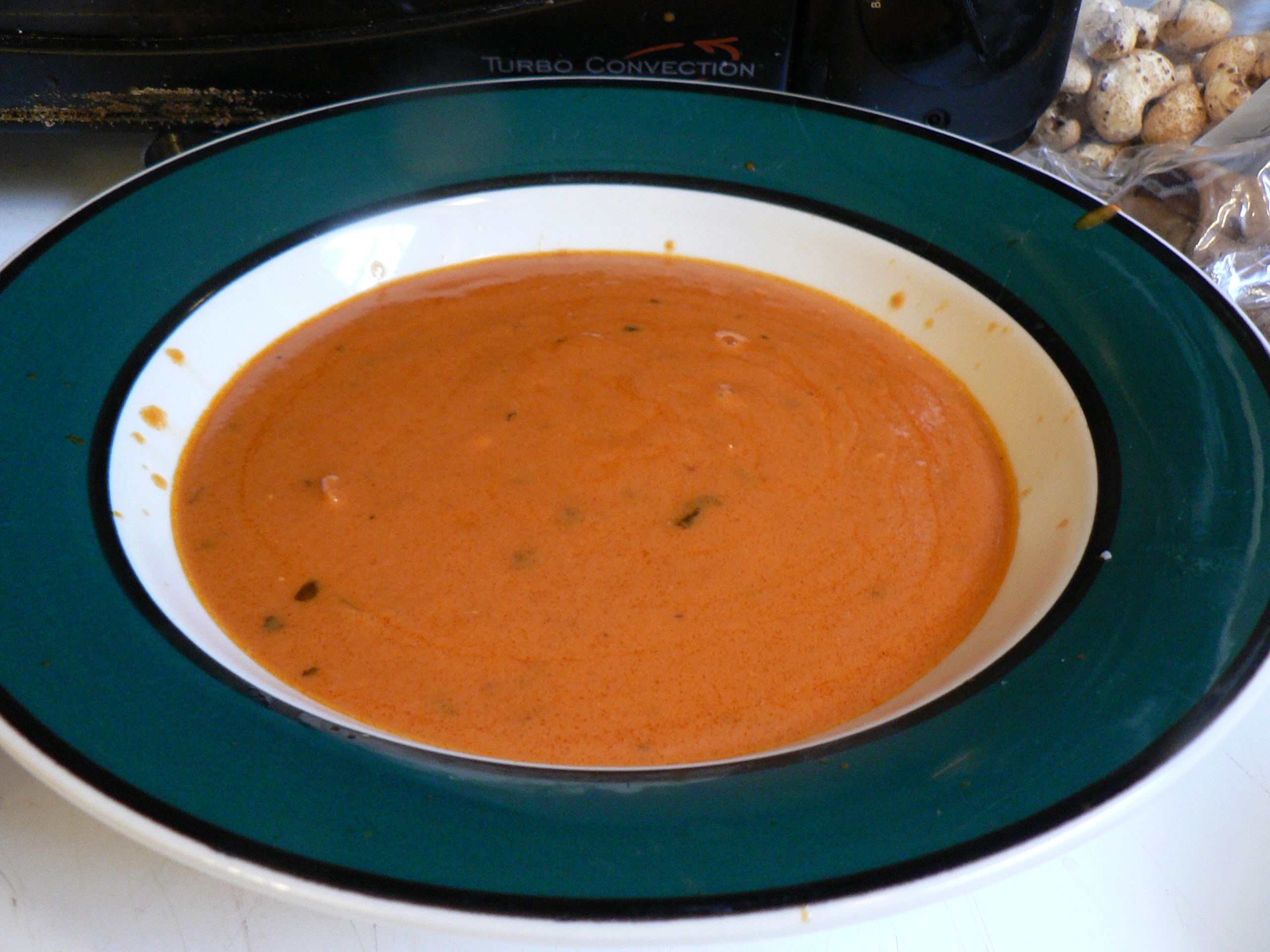
Một tô xúp cà chua

Xúp cà chua hay súp cà chua, nói tổng quát là một món xúp mà rau quả chính là cà chua. Tùy theo vùng, mà món xúp còn có rau quả khác như cà rốt hay các rau quả khác để tạo ra một hương vị đặc trưng. Cũng tùy theo khẩu vị của vùng mà người ta thường cho thêm các gia vị khác nhau và các thứ như Crème fraîche hay Croûton.
Xúp cà chua trắng được hình thành, khi súp được lọc bằng một miếng vải, để giữ lại những phần màu đỏ. Sau đó người ta cho kem vào, biến nó thành một món xúp màu trắng nhưng ăn thì lại có vị xúp cà chua.